# اوموراشی
اوموراشی (انگلیسی: Omorashi) (ژاپنی: おもらし / オモラシ / お漏らし, "خود را خیس کردن")، که گاهی به صورت اختصاری اومو (omo) نامیده می‌شود، شکلی از خرده‌فرهنگ فتیش جنسی است که برای اولین بار در ژاپن طبقه‌بندی و به رسمیت شناخته شد. در اوموراشی فرد برانگیختگی جنسی ناشی از ایده یا احساس داشتن مثانه پر و به‌طور بالقوه خیس شدن خود را تجربه می‌کند یا از مشاهده شخص دیگری در آن موقعیت به برانگیختگی جنسی می‌رسد.